# Mošeja Ibn Tulun
'Mošeja Ibn Tulun (arabsko مسجد إبن طولون, translit. Masjid Ibn Ṭūlūn) je v Kairu v Egiptu. Je najstarejša mošeja v mestu, ki je ohranjena v svoji prvotni obliki in največja mošeja v Kairu glede na površino.

## Zgodovina izgradnje
Mošejo je naročil Ahmad ibn Tulun, turški guverner Abasidov v Egiptu od leta 868 do 884, za katerega vladanje je značilna de facto neodvisnost. Zgodovinar al-Maqrizi navaja datum začetka izgradnje mošeja leta 876 , originalna napisna ploščica v mošeji pa označuje datum dokončanja leta 265 AH (878/879).
Mošeja je bila zgrajena na majhnem hribu Gebel Yashkur, 'hrib zahvaljevanja'. Lokalna legenda pravi, da je Noetova barka počivala po vesoljnem potopu tukaj in ne na gori Ararat .
Velika mošeja naj bi bila osrednja točka prestolnice Ibn Tuluna, Qata'i, ki je služila kot središče uprave dinastije Tulunidov. Prvotno je bila mošeja za palačo Ibn Tuluna in vrata zraven minbarja so mu omogočila neposreden vstop v mošejo. Al-Qata'i je bil uničen v začetku 10. stoletja našega štetja, mošeja pa je edina ohranjena struktura.
Mošeja je bila zgrajena v samaranskem slogu, ki je skupen vsem abasidskim konstrukcijam. Zgrajena je okoli dvorišča, z eno pokrito dvorano na vsaki od štirih strani, največja je na strani kible ali v smeri Meke. Izvirna mošeja je imela vodnjak (fauwara]) na sredi sahn (arabsko صحن, ṣaḥn) - dvorišče v islamski arhitekturi), pokrit z zlato kupolo, ki jo podpiralo deset marmornih stebrov, okrog je bilo 16 marmornih stebrov in marmornat tlak. Pod kupolo je bil velik marmornat bazen velik 4 kubite z okroglim curkom v sredini. Na osrednjem dvorišču je ob koncu 13. stoletja namesto "fauware" mamluški sultan Lajin dodal poseben sebil z visoko bobnasto kupolo.

### Minaret
Obstajajo polemike glede datuma gradnje minareta, ki ima vijačno zunanjo stopnišče, podobno kot pri znamenitem minaretu v Samarri. Pravijo tudi, da se z uporabo teh stopnic lahko povzpnemo na konja. Legenda pravi, da je bil Ibn Tulun sam po nesreči odgovoren za zasnovo strukture: domnevno, medtem ko je sedel s svojimi uradniki, je raztreseno navil pergament okoli prsta. Ko ga je nekdo vprašal, kaj počne, je rekel da oblikuje svoj minaret. Mnoge arhitekturne značilnosti pa kažejo na kasnejšo gradnjo, še posebej na to, kako se minaret ne povezuje dobro z glavno strukturo mošeje, kar bi bilo mogoče preprečiti, če bi se hkrati zgradila minaret in mošeja. Arhitekturni zgodovinar Doris Behrens-Abouseif trdi, da je sultan Lajin, ki je obnovil mošejo leta 1296, odgovoren za gradnjo sedanjega minareta. 

### Molilne niše
V mošeji je šest molilnih niš (mihrab), od katerih je pet ravno nasproti glavne konkavne niše.
- Glavna niša je v središču stene kible in je najvišja od šestih. Sultan Lajin jo je preuredil in vsebuje strop iz pobarvanega lesa, šahado v traku iz steklenih mozaikov in tlemi iz marmornatih plošč.
- Ista stena kible ima manjšo nišo na levi strani glavne niše. Njen muqarnas (stalaktitni okras) in naskh kaligrafijo nakazujejo zgodnji mameluški izvor.
- Dve molitveni niši na slopih, ki obdajajo dikko, sta urejeni v samarranskem slogu, z eno nišo, ki vsebuje edinstven medaljon z zvezdo, ki visi iz verige. Kufski šahadski napisi v obeh nišah ne omenjajo Alija in so bili tako izdelani, preden so prišli na oblast šiitski Fatimidi.
- Zahodna molitvena niša, mihrab al-Afdal Šahanšah, je replika izvirnika, ki ga hranijo v Kairskem muzeju islamske umetnosti. Okrašena je v slogu z vplivi iz Perzije. Kufski napis omenja fatimidskega kalifa al-Mustansirja, za katerega je bila narejena niša, pa tudi Shi'a  šahada, vključno z Alijem kot božjim skrbnikom po razglasitvi enosti Boga in prerokbe Mohameda.
- Na levem slopu so ostanki kopije al-Afdalovega mihraba. Vendar pa se sklicuje na sultana Lajina namesto al-Mustansirja in pomanjkanja imena Ali.

- Mihrabi
- Glavna molilna niša.
- Dikka obkrožena z dvema pre-fatimidskima molilnima nišama.
- Al-Afdalov mihrab v čast al-Mustansirju.
- Delno poškodovana kopija na levem slopu.

## Obnova
Mošeja je bila večkrat obnovljena. Prva znana obnova je bila izvedena leta 1177 v imenu fatimidskega vezirja Badr Al Džamalija, ki ima napisno ploščo na mošeji. Potrjuje enotnost Bog in preroka Mohameda, ohranja pa tudi Šia različico šahade z izjavo »in Ali je povezan z Bogom«. Obnova sultana Ladschina iz leta 1296 je dodala nekaj izboljšav. Zadnja obnova mošeje je leta 2004 izvedel Egipčanski urad za starine (arabsko المجلس الأعلى للآثار al-Madschlis al-Ala li-l-Athar).
V srednjem veku so bile nekatere hiše zgrajene neposredno na zunanji steni mošeje. Večino je leta 1928 porušili Odbor za ohranjanje arabskih spomenikov, vendar sta ostali dve najstarejši in dobro ohranjeni patricijski hiši. "Hiša kretske žene" (Bayt al-Kritliyya) in Beit Amna bint Salim sta bili prvotno dve ločeni strukturi, vendar je bil kasneje dodan most v tretjem nadstropju in jih združil v eno strukturo. Hiša, dostopna preko zunanjih zidov mošeje, je odprta za javnost kot Muzej Gayer-Anderson, poimenovan po britanskem generalu R. G. 'John' Gayer-Andersonu, ki je tam živel do leta 1942

## V popularni kulturi
V mošeji so posneli deli filma James Bonda, The Spy Who Loved Me. 
Mošeja je prikazana v igri Serious Sam 3: BFE, ki je pomemben del tretje ravni igre.
Zahodna stran dvorišča Ibn Tulunove mošeje z minaretom je upodobljena na sprednji strani egipčanskega bankovca za 5-funtov.